# 왕쥔
왕쥔(중국어: 王君, 병음: Wáng Jūn, 1952년 3월 26일 ~ )은 중화인민공화국의 정치인이다. 산시성 다퉁시 출신으로, 국가안전생산감독관리총국 국장 및 당조 서기와 산시성 성장과 내몽골 자치구의 중국 공산당 당위원회 서기를 역임했다.

## 생애
왕쥔은 중국에서 가장 큰 탄광 지대 중의 하나인 산시성 다퉁시에서 태어났다. 1971년 10월 왕쥔은 산시성 청자요 탄광에서 일을 시작했고 1974년 9월 산시성 광업대학에 공농병 학생으로 추천을 받아 공부했다. 1977년 9월 다퉁 광무국에 배속되어 기술자 겸 보조 엔지니어로 근무했다. 1985년 4월 다퉁 광무국 당위원회 부서기에 임명되었고 1993년 2월 다퉁 광무국 부국장을 거쳐 1995년 다퉁 광무국 국장에 임명되었다.
1997년 중화인민공화국 석탄공업부 부부장 자리에 오른 데 이어 1999년 장시성 인민정부 부성장에 임명되었다. 2001년 중국공산당 장시성 당위원회 부서기 겸 부성장에 임명되었고 2002년 중국공산당 장시성 당위원회 부서기 겸 장시성 당교 교장이 되었다. 2006년 10월 중화전국공소합작총사 당조 부서기에 임명된 이후 2007년 1월부터 이사회 부주임을 겸했다. 2007년 7월 중화전국공소합작총사 당조 서기로 승진했다. 2008년 3월 국가안전생산감독총국 국장에 임명되어 재직중이던 2008년 9월 8일, 산시성 샹펀현 광산에서 산사태 사고가 발생하여 많은 사상자가 발생했다. 당시 산시성 멍쉐눙 성장이 사고 책임을 지고 사임함에 따라서 왕쥔이 산시성 당위원회 부사기 겸 성장 대리로 임명되었다. 2009년 1월 산시성 제11기 인민대표대회 제2차회의에서 산시성 성장으로 공식 선출되었다.
2012년 12월, 후춘화 후임으로 내몽골 자치구 당위원회 서기로 임명되었고, 2016년 9월 제12기 전국인민대표대회 상무위원회 제22차 회의에서 제12기 전국인민대표대회 민족위원회 부주임 위원으로 선출되었다.